# Association Sportive Central Sport
L'Association Sportive Central Sport è una società di calcio della Polinesia Francese, con sede a Papeete.

## Storia
La squadra venne fondata nel 1950 e dalla sua fondazione alla prima metà degli anni ottanta fu una delle squadre della Polinesia francese più vincenti, aggiudicandosi 20 campionati e 18 coppe nazionali.

## Palmarès

### Competizioni nazionali
- Campionato tahitiano di calcio: 21

1955, 1958, 1962, 1963, 1964, 1965, 1966, 1967, 1972, 1973, 1974, 1975, 1976, 1977, 1978, 1979, 1981, 1982, 1983, 1985, 2018
- Coppa della Polinesia Francese: 18

1950, 1953, 1954, 1957, 1961, 1962, 1966, 1967, 1972, 1973, 1975, 1976, 1977, 1979, 1981, 1983, 1988, 1995